# Limnosciadium
Limnosciadium es un género de plantas de la familia de las apiáceas. Comprende 2 especies descritas y  aceptadas.

## Taxonomía
El género fue descrito por Mathias & Constance y publicado en American Journal of Botany 28(2): 162–163. 1941. La especie tipo es: Limnosciadium pinnatum (DC.) Mathias & Constance	

## Especies
A continuación se brinda un listado de las especies del género Limnosciadium aceptadas hasta septiembre de 2012, ordenadas alfabéticamente. Para cada una se indica el nombre binomial seguido del autor, abreviado según las convenciones y usos.
- Limnosciadium pinnatum (DC.) Mathias & Constance
- Limnosciadium pumilum (Engelm. & A. Gray) Mathias & Constance